# سينت أوستاتيوس
سينت أوستاتيوس (بالإنجليزية: Sint Eustatius)‏ هي إحدى جزر مجموعة الجزر الكاريبية الهولندية التي هي أصلاً جزر من جزر الأنتيل الهولندية، توجد جنوب بحر الكاريبي بالقرب من فنزويلا وهي تابعة لمملكة هولندا.

## الدين
يعتنق أغلب سكان سينت أوستاتيوس المسيحية دينًا على المذهب البروتستانتي. وفقًا لإحصائيات المكتب المركزي للإحصاء الهولندي عام 2018 يعتنق حوالي 85.1% من سكان سينت أوستاتيوس المسيحية دينًا، وشهدت النسبة ارتفاعاً بالمقارنة مع عام 2014 حيث شكل المسيحيون حوالي 72% من السكان آنذاك، وتوزعوا على المذهب البروتستانتي (56.7%) ويليهم أتباع المذهب الروماني الكاثوليكي (23.7%)، الطوائف البروتستانيَّة الرئيسيَّة هي الميثودية مع حوالي 28.6%، والأدفنتست مع حوالي 17.8%، والخمسينية مع حوالي 7.2% والأنجليكانية مع حوالي 2.6%. وينضوي كاثوليك البلاد تحت سلطة أبرشية ويلمستاد الكاثوليكية والتي تضم جميع البلدان التابعة لمملكة هولندا في منطقة البحر الكاريبي والتي تضم كل من أروبا وكوراساو وسينت مارتن وجزر بونير وسينت أوستاتيوس وسابا، والأبرشية هي أيضًا عضو في مؤتمر الأساقفة في جزر الأنتيل. وتأسست الأبرشية في البداية كنيابة رسولية في كوراساو في عام 1752، وتمت ترقيتها إلى رتبة فيكاريت في عام 1842، وأخيراً إلى مقام أبرشية ويلمستاد في أبريل من عام 1958. يُذكر أن الجزيرة سميت بالإسم تيمناً بالقديس أوستاتيوس.